# Luceria oculalis
Luceria oculalis là một loài bướm đêm trong họ Erebidae.